# Wayne Holmes
Wayne Anthony Holmes (ur. 29 lipca 1950 w Columbus) – amerykański zapaśnik walczący w stylu klasycznym. Olimpijczyk z Monachium 1972, gdzie odpadł w eliminacjach w kategorii 48 kg.
Odpadł w eliminacjach mistrzostw świata w 1971 roku.
Afroamerykanin. Zawodnik Central High School (Columbus, Ohio).